# Franz Marx (Politiker, 1903)
Franz Marx (* 26. Januar 1903 in Mülheim; † 25. Dezember 1985 in Gauting) war ein deutscher Politiker der SPD und Widerstandskämpfer gegen den Nationalsozialismus.

## Leben und Beruf
Nach einer Maschinenschlosserlehre war Marx, dessen Vater bereits in der SPD und der Gewerkschaftsbewegung aktiv war, ab 1923 als Schlosser in München tätig, zuvor hatte er das französisch besetzte Rheinland aus politischen Gründen verlassen müssen. Bereits 1917 war er Mitglied des Deutschen Metallarbeiter-Verbandes geworden, wo er seit 1922 Jugendfunktionär war. 1925 bis 1927 absolvierte er ein Gaststudium in München und war danach bis 1930 arbeitslos. 1933 wurde er nach einigen Monaten illegaler politischer Arbeit verhaftet und einige Zeit im KZ Dachau inhaftiert, die darauffolgenden Jahre wurde er wegen illegaler Aktivitäten wiederholt festgenommen und unterlag permanenter polizeilicher Überwachung. 1934 fand er eine Anstellung als Werkstättenmeister bei BMW, bereits nach kurzer Zeit wurde er jedoch aus politischen Gründen entlassen. Ab 1937 war er Reparaturschlosser bei den Ford-Werken in Köln. Im Dezember 1944 zur Wehrmacht einberufen, tauchte Marx bis zum Kriegsende unter.

## Partei
Marx schloss sich 1919 der SPD an. 1927 verließ er die SPD und trat dem Internationalen Sozialistischen Kampfbund bei, 1931 der Sozialistischen Arbeiterpartei Deutschlands, für die er auch 1933 bis zu seiner Verhaftung in der Illegalität tätig war.
Marx trat 1945 wieder in die SPD ein und war zunächst Bezirkssekretär in Köln, ab 1946 Geschäftsführer der Partei in München. 1949 wurde er Vorsitzender der Münchner Sozialdemokraten und stand von 1952 bis 1976 dem SPD-Bezirk Südbayern vor.

## Abgeordneter
Marx war von 1946 bis 1949 Mitglied des Bayerischen Landtages und wurde 1949 Mitglied des Deutschen Bundestags, dem er in der Folge bis 1972 angehörte. Während er 1953 und 1957 über die Landesliste der bayerischen SPD ins Parlament gelangte, konnte er in den anderen Wahlgängen den Wahlkreis München-Ost direkt erobern.
Außerdem war Marx zeitweise Delegierter zum Europarat.

## Auszeichnungen
1959 Bayerischer Verdienstorden

## „Ordensaffäre“
1968 lehnte Franz Marx die Ehrung durch das Große Bundesverdienstkreuz ab. Großes Aufsehen erregte seine Begründung, diese Ehrung nicht von Bundespräsident Heinrich Lübke entgegennehmen zu wollen, dem er Unklarheit bezüglich dessen Beteiligung an KZ-Bauten vorwarf und dem er absprach, Demokrat zu sein. SPD-Vorsitzender Willy Brandt und Bundestagspräsident Eugen Gerstenmaier entschuldigten sich für diese Vorwürfe bei Lübke. Nach Presseberichten soll Lübke mit Rücktritt gedroht haben, sollte keine Distanzierung von dem Vorwurf erfolgen.

## Veröffentlichungen
Franz Marx: Aufzeichnungen und Erinnerungen. In: Abgeordnete des Deutschen Bundestages. Aufzeichnungen und Erinnerungen, Band 2, Boppard am Rhein, 1983, ISBN 3-7646-1833-7, Seiten 81–139.